# Игуманија Евлавија (Тешић)
Евлавија Тешић (Прњавор, 9. мај 1959 — 1. децембар 2019) била је игуманија Манастира Пелев Бријег.

## Биографија
Игуманија Евлалија Тешић, (рођена 9. 5. 1959. г. у Прњавору, Завршила средњу школу. Живјела у кнежевини Лихтенштајн од 1977. до 1997. г. Замонашена је 2. 9. 2004. г. За настојатељицу постављена 1. јуна 2007. године.